# Oliver Freund (Basketballfunktionär)
Oliver Freund ist ein österreichischer Basketballfunktionär. Er ist Geschäftsführer und Obmann des Bundesligisten Kapfenberg Bulls.

## Laufbahn
Im Herbst 2014 stieß Freund zur Vorstandsmannschaft des Basketball-Bundesligisten Kapfenberg Bulls und übernahm die Aufgabenbereiche Öffentlichkeitsarbeit, Infrastruktur und Finanzen, er wurde dann alleinvertretungsberechtigter Geschäftsführer der Betreibergesellschaft bulls Kapfenberg GmbH und Obmann der Bulls. Im September 2015 wurde Freund zusätzlich Vizepräsident des Steirischen Basketballverbandes sowie Vizepräsident und Finanzreferent des Österreichischen Basketballverbandes (ÖBV). Ende März 2019 schied er aus dem Vorstand des ÖBV aus.